# Siaosi Manumataongo ʻAlaivahamamaʻo ʻAhoʻeitu Konstantin Tukuʻaho
Siaosi Manumataongo ʻAlaivahamamaʻo ʻAhoʻeitu Konstantin Tukuʻaho (od 2012 książę Tupoutoʻa ʻUlukalala, ur. 17 września 1985 w Nukuʻalofie) – tongijski książę, następca tronu Tonga od 19 marca 2012 roku.

## Życiorys
Urodził się w 1985 w stolicy Tonga, Nukuʻalofie, jako najstarszy syn późniejszego króla Tupou VI (posiada także starszą siostrę oraz młodszego brata). Ukończył tam szkołę Tupou College, po czym rozpoczął służbę wojskową oraz studia w Australii.
26 września 2006 otrzymał tytuł ʻUlukalala. 19 marca 2012, po śmierci króla Jerzego Tupou V i objęciu władzy przez swojego ojca, został mianowany następcą tronu. Uzyskał wówczas tytuł Tupoutoʻa ʻUlukalala.
W lipcu 2011 zaręczył się z Sinaitakalą Tuʻimatamoana Fakafanuą, będącą jego krewną (oboje są prawnukami królowej Salote Tupou III). Ich ślub odbył się 12 lipca 2012. Para ma dwoje dzieci:
- księcia Taufaʻahau Manumataongo (ur. 10 maja 2013),
- księżniczkę Halaevalu Mataʻaho (ur. 12 lipca 2014)